# Paul Borchert (Politiker)
Paul Borchert (* 12. Januar 1874 in Preußisch Stargard; † nach 1933) war ein deutscher Manager und Politiker (Wirtschaftspartei, Nationaler Mittelstand).

## Leben
Nach dem Besuch der Stadtschule in seiner Heimatstadt Preußisch Stargard trat Borchert 1889 in die Kaiserliche Marine ein, aus der er am 31. Oktober 1909 auf eigenen Wunsch hin als Pensionär ausschied. Im Anschluss wechselte er in die Privatwirtschaft und absolvierte eine kaufmännische Ausbildung im Wasserbaufach. 1913 wurde er Betriebsleiter und 1916 Direktor und Inhaber der 1844 gegründeten Firma Mitzlaff & Beitzke Nachf. GmbH mit Sitz in Stettin, ein Unternehmen für Baggerei- und Binnenschifffahrt. Unter seiner Leitung wurden größere Wasserbauarbeiten vorgenommen, so unter anderem die Regulierung der Netze, die Bereitstellung von Industriegelände im Stettiner Hafengebiet, die Ausbaggerung des Hafens von Trelleborg sowie die Vertiefung der Warnow von Warnemünde bis Rostock.
Borchert war ehrenamtlich als Delegierter für die Ostdeutsche Binnenschiffahrts-Berufsgenossenschaft und als Mitglied der Fachkommission für Binnenschifffahrt tätig. Außerdem war er Besitzer von Borchertshof bei Altdamm.
Während der Zeit der Weimarer Republik trat Borchert in die Reichspartei des deutschen Mittelstandes (Wirtschaftspartei) ein. Er war Mitglied des Kreistages des Kreises Randow, von 1926 bis 1932 Mitglied des Provinziallandtages von Pommern, Erster Stellvertreter im Provinzialausschuss für Pommern und bis 1933 Mitglied des Wasserbeirates für Pommern. Der Provinziallandtag wählte ihn für den Zeitraum von Februar 1926 bis Juni 1928 als stellvertretendes Mitglied in den Preußischen Staatsrat, wo er der Fraktion der Wirtschaftspartei angehörte. Von 1928 bis 1932 saß er als Abgeordneter der Wirtschaftspartei im Preußischen Landtag. Bei der Landtagswahl im März 1933 trat die Wirtschaftspartei unter der Bezeichnung „Preußischer Mittelstand und Sparer“ (Nationaler Mittelstand) an. Als Landeswahlvorschlag der Zentrumspartei wurde Borchert über die Landesliste des Zentrums erneut in den Landtag gewählt, dem er bis zur Auflösung im Oktober 1933 angehörte.
Er war auch Wahlkonsul von Honduras.